# فرودگاه شهری پایپستون
 فرودگاه شهری پایپستون (به انگلیسی: Pipestone Municipal Airport) یک فرودگاه همگانی بهره‌برداری هوایی است که یک باند فرود آسفالت دارد و طول باند آن ۱۳۱۱ متر است. این فرودگاه در پایپستون مینه سوتا قرار دارد و در ارتفاع ۵۲۹ متری از سطح دریا واقع شده است.